# 모하마드 야쿠브
물라 모하마드 야쿠브(파슈토어: ملا محمد یعقوب, 1990년~)은 모하마드 오마르의 장남이자 아프가니스탄 반군 사령관으로, 탈레반의 창립인 중 한 명이자 아프가니스탄 이슬람 토후국의 전 최고지도자였다.
파슈툰인의 한 갈래인 길자이 일족의 호타크 부족 출신으로, 파키스탄 카라치의 신학대학에서 종교 교육을 이수했다. 2013년 4월 부친이 사망했을 때 그가 경쟁자인 아흐타르 만수르에게 암살되었다는 소문이 나돌았으나, 야쿠브는 이를 전면 부인했으며, 부친의 사인은 자연사라고 밝혔다. 2015년 7월 29일 만수르가 탈레반의 지도자로 선출되었을 때, 야쿠브는 지지를 거부했다.